# NGC 4142
NGC 4142 este o galaxie spirală situată în constelația Ursa Mare. A fost descoperită în 26 aprilie 1789 de către William Herschel. Se află la o distanță de 26,67 de megaparseci de Pământ.